# The Black Box Revelation
The Black Box Revelation est un groupe de rock belge originaire de Dilbeek en Belgique.
Il est formé en 2005 par le chanteur et guitariste Jan Paternoster et le batteur Dries Van Dijck
Le groupe s’est fait connaître grâce à leurs deux premiers albums produits par Mario Goossens : Set Your head on Fire (2009) et Silver Threats (2010). Suivront 3 autres albums : My Perception (2011), Highway Cruiser (2015) et Tattooed Smiles (2018). En 2023, le groupe sort son dernier album Poetic Rivals.

## Historique

### Formation
Jan Paternoster et Dries Van Dijck se rencontrent à Dilbeek et commencent à jouer de la musique ensemble (avec le frère de Jan Tim Paternoster au chant et Cristoph Marquez en seconde guitare) dans le groupe "The Mighty Generators". C’est à la suite des jam sessions que les deux ont pu faire ensemble, qu’ils décident de créer un nouveau groupe : Black Box Revelation.
En 2006, ils arrivent second du concours de rock belge Humo’s Rock Rally derrière le groupe The Huckey Underworld.
En Europe, ils tournent avec les groupes dEUS, Ghinzu, Eagles Of Death Metal, Iggy Pop et d’autres. Ils joueront d’ailleurs dans de grands festivals européens comme Rock Werchter, Pukkelpop, Pinkipop, Sziget Festival. Mais également dans de grands festivals français comme Rock en Seine, les Eurockéennes de Belfort et le Printemps de Bourges.
En 2008, Black Box Revelation débutent leur première tournée aux États-Unis. Ils se produisent ainsi à San Diego, West Hollywood et New York City.

### Introducing: The Black Box Revelation (2007)
En 2007, le duo sort leur premier EP The Black Box Revelation. Cet EP est accompagné par le clip vidéo Kill for Peace (And Peace Will Die). La presse belge est unanimement enthousiaste lors de la sortie de ce premier EP. Pendant l'été 2007, le groupe jouera dans 2 grands festivals belges : Dour et Pukkelpop.

### Set Your Head on Fire (2007-2010)
En 2007, Black box Revelation enregistre et sortent leur premier album Set Your Head on Fire. L’album est produit par  Mario Goossens du groupe Triggerfinger et est mixé à Los Angeles par Greg Gordon (qui a précédemment travaillé avec Wolfmother, Jet et Soulwax). L’album est ensuite masterisé à New York par Fred Kevorkian (Iggy Pop, U2, the White Stripes). Il sera téléchargé à plus de 30 000 exemplaires uniques en Belgique.
Leur single I Think I Like You montera rapidement dans le top des radios. Peter Afterman et le club de Baseball Pittsburgh Pirates achèteront plus tard les droits du morceau.
Ils obtiendront également en 2009 la récompense du meilleur artiste néerlandais et belge au MTV Music Awards.

### Silver Threats (2010-2011)
En février 2010, ils sortent leur second album Silver Threats composé des singles High on a Wire, Sleep While Moving, Do I Know You et Love Licks. Ce deuxièmes album est également produit par Mario Goossens, mixé par Greg Gordon et masterisé par Fred Kevorkian.
Silver Threats atteindra le Top 1 des charts flamands Ultratop en février 2010. En janvier 2011, Black Box Revelation gagnent 2 Music Industry Awards dans les Flandres, pour le meilleur Concert et le meilleur album Rock/Alternatif.

### My Perception (2011-2015)
Le 14 février 2011 sort le premier single Lust or Love de l’album My Perception. Le groupe a pour cet album changé de producteur et c’est Alain Johannes (Queens of the Stone Age) qui se charge de la production.
Le premier juin 2011 sort le single Rattle My heart avant la sortie officielle de l’album My Perception le 30 septembre 2011. Suivront la sortie des singles My Perception, Bitter et Skin.
Ils joueront par ailleurs dans le Late show de David Letterman en 2012 leur single High on a Wire pour lancer la promotion Américaine de My Perception.
Le groupe tourne pendant plusieurs mois aux États-Unis en première partie de Jane’s Addication et Beady Eye pour un total de plus de 200 concerts à travers le monde.

### Highway Cruiser (2015-2018)
4 ans après la sortie de My Perception, Black Box Revelation sort l’album Highway Cruiser, produit par Thomas Brenneck (guitariste pour Amy Winehouse et Christina Aguilera). L’album est enregistré en à peine 5 jours avec seulement deux micros (un pour la batterie et l’autre pour la guitare).
À l’occasion de cet album, le duo collabore avec le chœur des Gospel Queens sur le single Gloria. L'album atteindra la première place du chart belge Ultratop.

### Tattooed Smiles (2018-2023)
Pour ce 5e album sorti en 2018, les Black Box Revelation font le choix de faire appel à un ami pour produire le CD. L’album est également l’occasion pour le duo de collaborer avec l’Américain Seasick Steve sur le morceau Built to Last et avec le rappeur belge Roméo Elvis sur leur premier titre bilingue Laisser partir.
Cet album est lancé le 28 septembre 2018 par le clip du single éponyme Tattooed Smiles. Ce clip en stop motion a pour particularité d’avoir été créé à partir du tatouage offert par le groupe à 140 fans.

### Poetic Rivals (2023-)
15 ans après leur premier album, le groupe belge sort en 2023 l’album Poetic Rivals. Il est produit par Andy Savours (Arctic Monkeys, The Killers…) et enregistré à Londres. L'album est notamment porté par les deux premiers singles Wrecking Bed Posts et Alcohol.

## Discographie

### Albums
- 2007 : Set Your Head On Fire (T For Tunes,

PIAS)
1. Love, love is on my mind
2. I Think I Like You
3. Gravity Blues
4. Love in Your Head
5. Stand Your Ground
6. Never Alone, Always Together
7. Cold, Cold Hands
8. We never wondered why
9. Set Your Head On Fire
10. I Don'T Want It

- 2010 : Silver Threats (T For Tunes)

1. High on a wire
2. Where has all this mess begun
3. Run wild
4. 5'Clock turn back the time
5. you better get in touch with the devil
6. Do I know you
7. Sleep while moving
8. Our town has changed for years now
9. Love licks
10. You got me on my knees
11. Here comes the kick

Ces 2 albums ont été produits par Mario Goossens des Triggerfinger
- 2011 : My Perception (T4Tunes)

1. Madhouse
2. My Perception
3. Rattle My Heart
4. Bitter
5. Skin
6. White Unicorns
7. Shadowman
8. New Sun
9. Sealed With Thorns
10. 2 Young Boys
11. Lonely Hearts

- 2015 : Highway Cruiser (Bana Kin Records,

Universal Music Belgium & Caroline)
1. Stop Breathing
2. Riverside
3. War Horse
4. Highway Cruiser
5. Pounding Heart
6. Live Forever
7. I Knew All Along
8. Gloria (feat. The Gospel Queens)
9. Walk Another Line
10. I Can't Find it
11. Pounding Heart (Electric Version)

- 2018 : Tattooed Smiles (Bana Kin Records,

Universal Music Belgium)
1. Kick The Habit
2. Blown Away
3. Mama Call Me, Please
4. Bur-Bearing Heart
5. Tattooed Smiles
6. Lazy St
7. Damned Body
8. Built To Last
9. Yellow Belly
10. Laisser partir

### Singles
- I think I Like You - 2008
- Gravity Blues - 2008
- Never Alone / Always Together - 2008
- High On A Wire - 2009
- Do I Know You - 2010
- Sleep While Moving - 2010
- Love Licks[19] - 2010
- Lust Or Love - 2011
- Rattle My Heart - 2011
- My Perception - 2011
- Bitter - 2012
- Skin - 2012
- Sweet as Cinnamon - 2012
- Gloria (featuring The Gospel Queens) - 2016
- Tattooed Smiles - 2018
- Blown Away - 2018
- Built to last - 2019
- Laisser partir (featuring Roméo Elvis ) - 2020
- Wrecking bed posts - 2023
- Alcohol - 2023

### DVD
- The all Black Box areas Revelation dans lequel est inclus un DVD live à Pukkelpop (2009).

### Musique de film / Bandes originales
- "Cold Cold Hands" dans l'épisode 7 saison 6 de Entourage.
- "I Think I Like You" dans l'épisode 5 saison 4 de Sons of Anarchy
- "Where Has All This Mess Begun" dans l'épisode 8 saison 4 de Sons of Anarchy